# Yoan Audrin

a Compétitions nationales et continentales officielles uniquement.

b Matchs officiels uniquement.
Dernière mise à jour le 15 mai 2025.
Yoan Audrin, né le 14 août 1981 à Pézenas (Hérault), est un joueur français de rugby à XV et à sept jouant aux postes de centre et d'ailier.

## Biographie

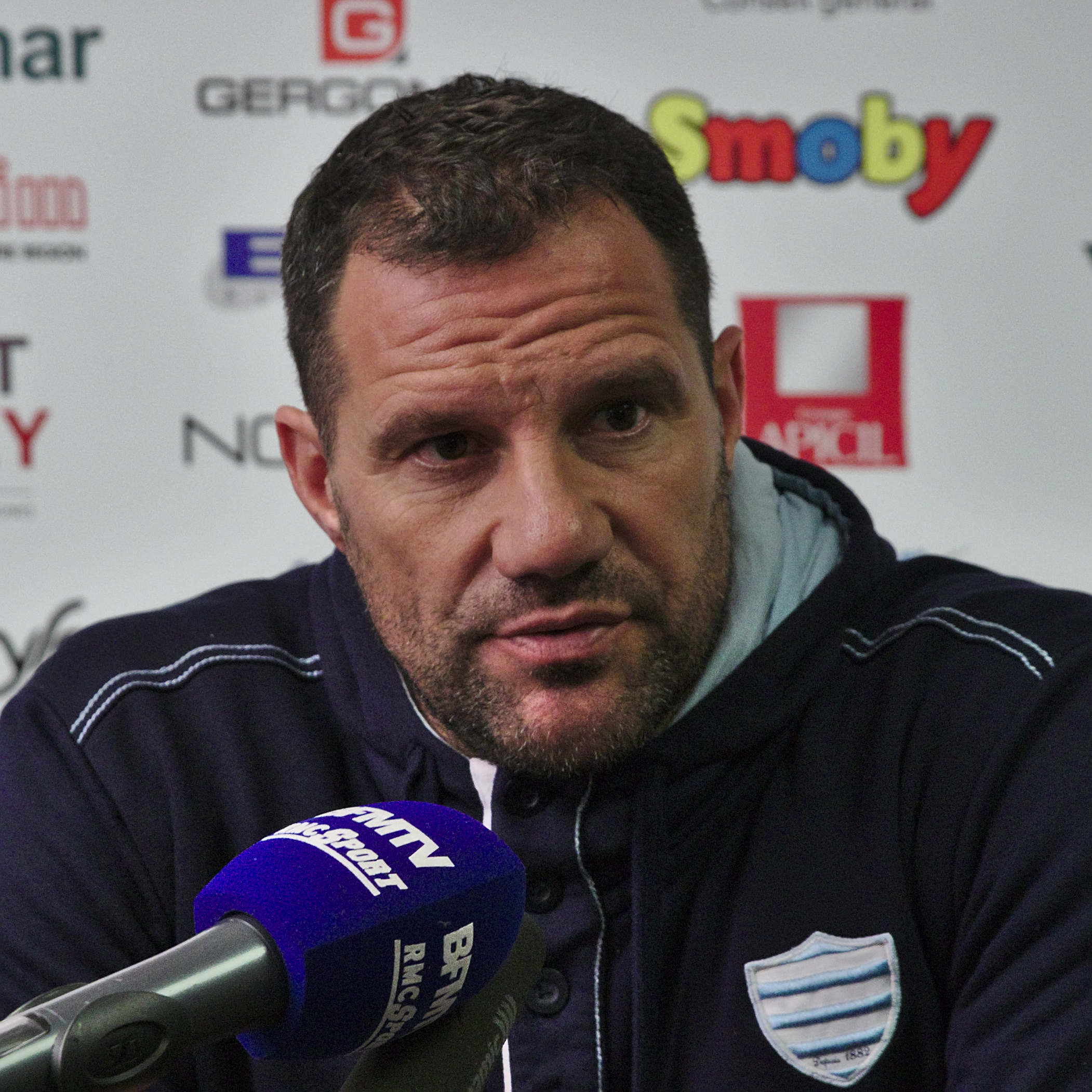
Laurent Labit, ici en 2015, est l'entraîneur de Yoan Audrin de 2007 à 2011 à Montauban et à Castres, puis de nouveau de 2014 à 2016 au Racing.

En juin 2008, il est invité avec les Barbarians français pour jouer un match contre le Canada à Victoria. Les Baa-Baas l'emportent 17 à 7.
En juin 2011, il participe à la tournée des Barbarians français en Argentine pour jouer deux matchs contre les Pumas. Les Baa-Baas s'inclinent 23 à 19 à Buenos Aires puis l'emportent 18 à 21 à Resistencia.

## Statistiques en équipe nationale
- Équipe de France A : Churchill Cup 2010 (Meilleur marqueur de la compétition avec 4 essais en 3 matchs)
- Barbarian français en 2008 (Canada) et 2011 (Argentine)
- Sélections en équipe de France de rugby à sept